# Villa doriae
Villa doriae är en tvåvingeart som beskrevs av Mario Bezzi 1922. Villa doriae ingår i släktet Villa och familjen svävflugor.
Artens utbredningsområde är Tunisien. Inga underarter finns listade i Catalogue of Life.